# Нанка
На́нка (от названия китайского города Нанкин) — прочная хлопчатобумажная ткань, как правило, буровато-жёлтого цвета. Используется для изготовления наждачного полотна и при пошиве меховых изделий, головных уборов. Сделанный из нанки — на́нковый.
Франц Лесгафт в сборнике «Товароведение сырых продуктов и мануфактурных изделий» писал, что нанку изготавливают из хлопчатника сорта Gossypium religiosum, природный её цвет не ухудшается со временем и при стирке. Также он писал, что в Манчестере, в прирейнской Пруссии и в Саксонии для окраски нанки используют окись железа.
Н. Соснина, И. Шангина в иллюстрированной энциклопедии «Русский традиционный костюм» пишут, что нанка изготавливалась «на трёх ремизках» саржевым переплетением. В XIX веке нанка была одной из самых дешёвых тканей, выпускаемых русскими фабриками.

## В культуре
В русской классической литературе нанковая одежда часто упоминается в 19 веке: у Льва Толстого в «Войне и мире», у Гоголя в «Повесть о том, как поссорился Иван Иванович с Иваном Никифоровичем», у Тургенева в «Дворянском гнезде» и «Записках охотника», а также у Достоевского в «Преступление и наказание».